# 廣州醫科大學附屬市八醫院

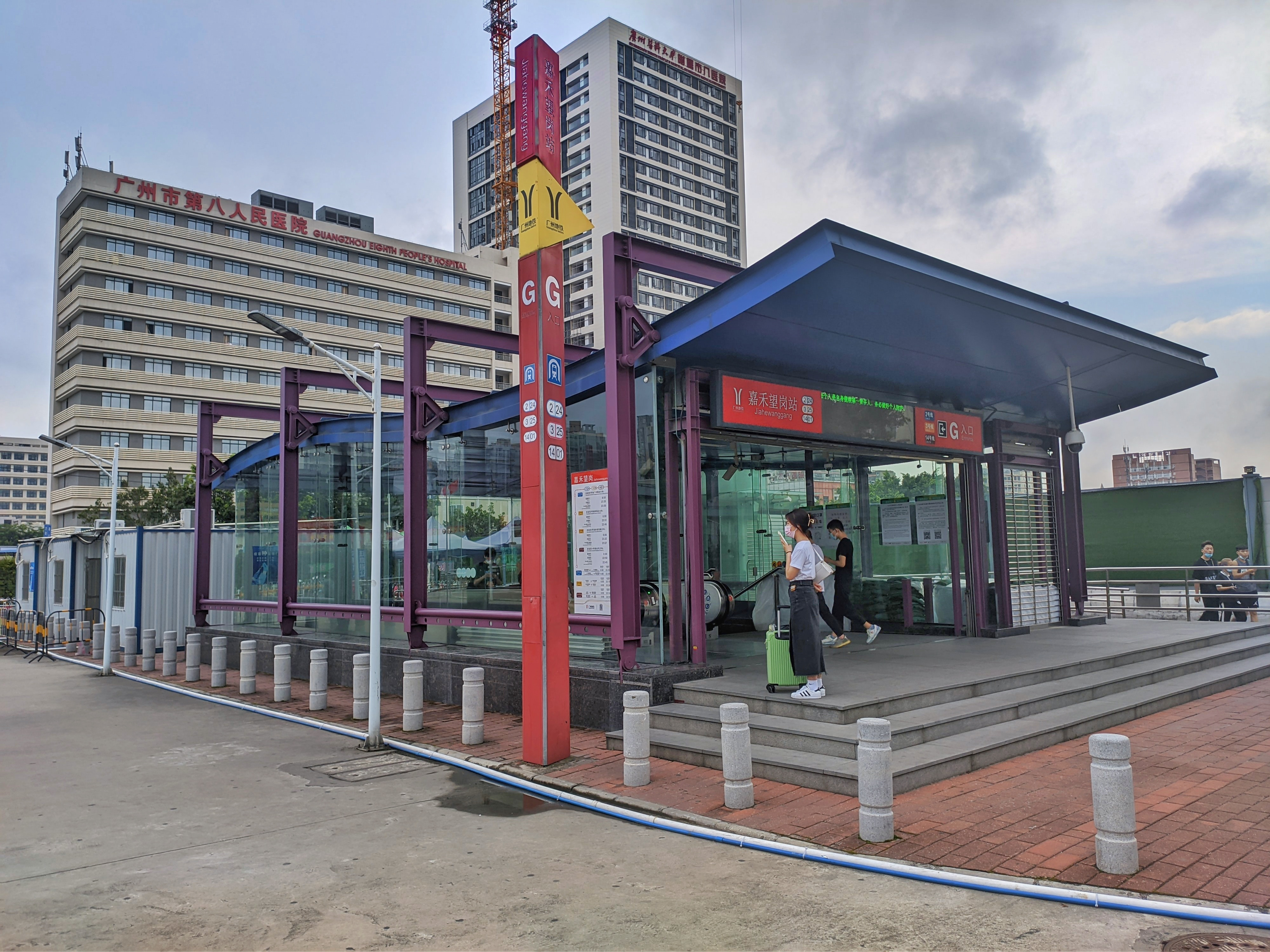
嘉禾望岗G出口，后部建筑群即为广州市第八人民医院嘉禾院区

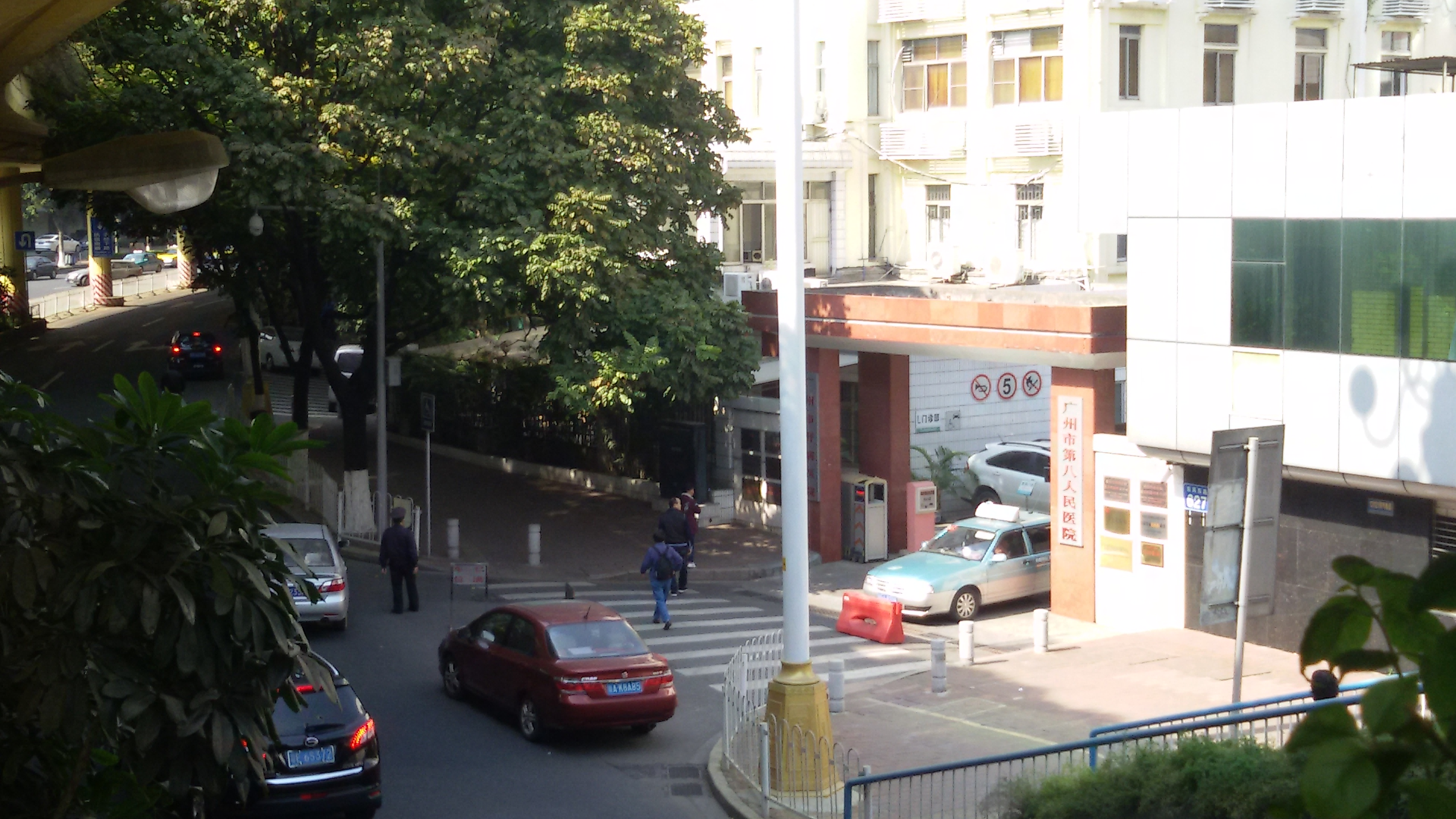
廣州醫科大學附屬市八醫院東風院區大门

廣州醫科大學附屬市八醫院，掛广州市第八人民医院、广州市肝病医院、广州市传染病研究所的牌子，是中国广东省广州市的三级甲等医院，以传染病防治及肝病治疗为特色。

## 历史
1921年11月1日，市立传染病医院在小北象岗成立；1935年于盘福路建新院，次年1月1日改名为市立隔离医院；1945年10月1日复名市立传染病院；1949年传染病院并入方便医院；1951年12月由广州市卫生局接管，易名「广州市市立传染病医院」；1955年又改名为「广州市传染病医院」；1969年更名为「广州市第八人民医院」；1973年再改名为「广州市传染病医院」；1994年8月复名「广州市第八人民医院」。
2009年，成为广州医科大学非直属附属医院。2010年11月，嘉禾院区一期工程启用。2021年3月31日，广州市第八人民医院更名為「廣州醫科大學附屬市八醫院」。2023年2月4日，东风院区关闭，旗下所有业务于2月6日全部搬迁到嘉禾院区。2024年2月20日，本院被评为三级甲等医院。

## 院区设置
廣州醫科大學附屬市八醫院目前仅设有嘉禾院区，位于白云区嘉禾街道华英路8号，占地200亩。医院开放床位1100张，设有门诊部、住院部、急诊部。未来，廣州醫科大學附屬市八醫院还将设立增城院区，位于增城区永宁街道。

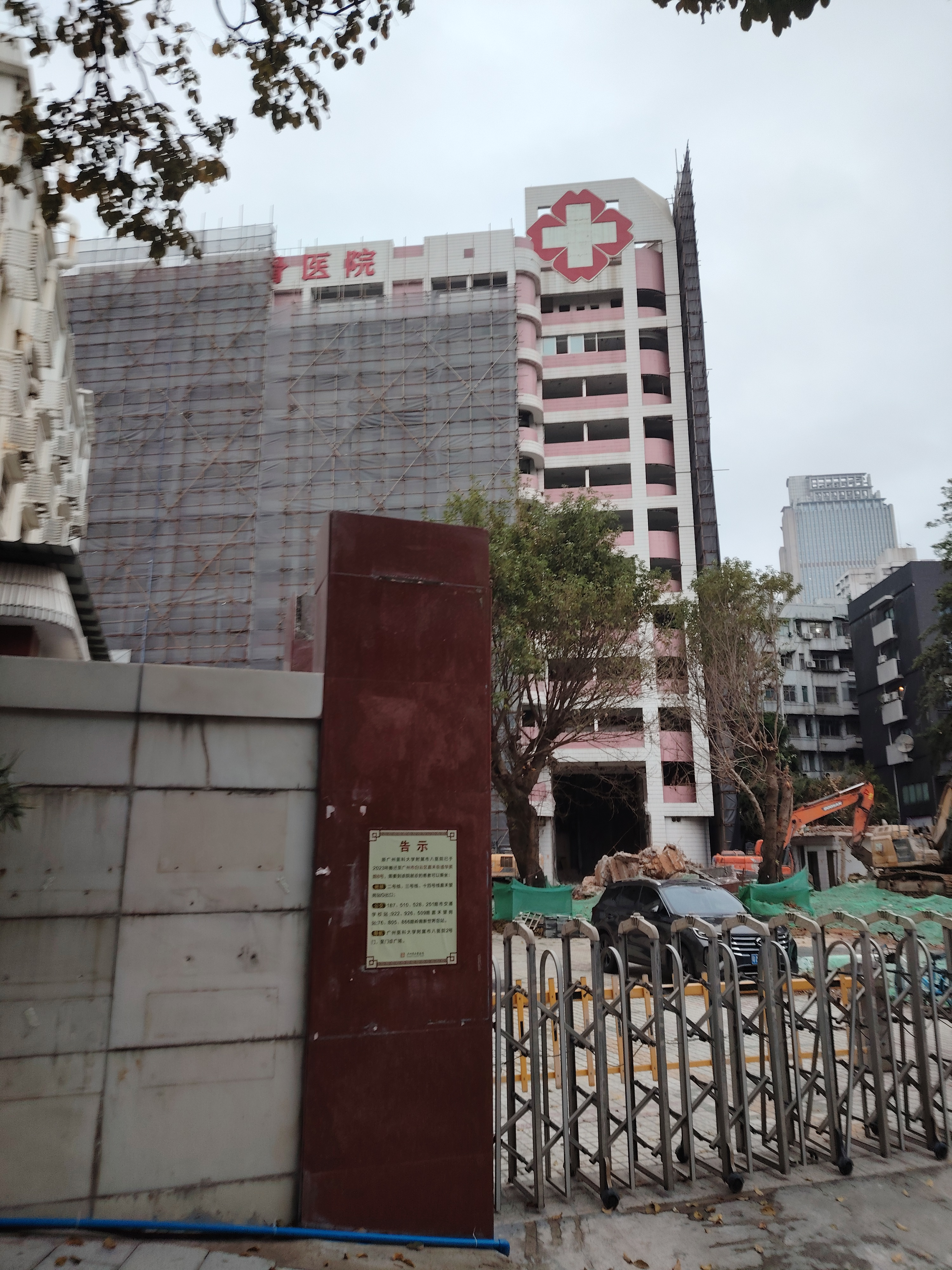
已被拆卸部分的广州市八医院旧址

市八医院此前还设有东风院区，位于越秀区华乐街道东风东路627号，曾是该院的主院区，在嘉禾院区启用后主要收治各种传染病人。2023年5月30日，原东风院区移交至廣州市正骨醫院（后作为广州市正骨医院的新址）。